# Arrondissement de Bélé
Pour les articles homonymes, voir Bélé.
L'arrondissement de Bélé est l'un des arrondissements du Sénégal. Il est situé dans le département de Bakel et la région de Tambacounda.

## Historique
Il a été créé par un décret du 10 juillet 2008.
Il compte deux communautés rurales :
- Communauté rurale de Bélé
- Communauté rurale de Sinthiou Fissa

Son chef-lieu est Bélé.